# Ready to be a lady
Singles de Girl Next Door
Freedom
(2010) Unmei no Shizuku ~Destiny's star~ / Hoshizora Keikaku
(2010)
Ready to be a lady est le 9e single du groupe Girl Next Door sorti sous le label Avex Trax le 13 octobre 2010 au Japon. Il atteint la 8e place du classement de l'Oricon. Il se vend à 9 138 exemplaires la première semaine et il reste 4 semaines dans le classement pour un total de 12 972 exemplaires vendus. Il sort en format CD, CD+DVD Type A, et CD+DVD Type B.
Ready to be a lady et Kaze no Capsule sont présentes sur l'album Destination.

## Liste des titres
Toutes les paroles sont écrites par Chisa & Kato Kenn.
| 1. | Ready to be a lady                | Suzuki Daisuke | 5:13 |
| 2. | Kaze no Capsule (風のカプセル)    | Suzuki Daisuke | 4:02 |
| 3. | Shiawase no Hakari (しあわせの秤) | Suzuki Daisuke | 5:54 |
| 4. | Infinity (EURODIMA Remix)         | Suzuki Daisuke | 6:41 |
| 5. | Ready to be a lady (Instrumental) | Suzuki Daisuke | 5:13 |

| 1. | Ready to be a lady (Music Video)                |  |
| 2. | Kaze no Capsule (Music Video) (風のカプセル)    |  |
| 3. | Shiawase no Hakari (Music Video) (しあわせの秤) |  |
| 4. | Offshot Video                                   |  |

| 1. | Be your wings |  |
| 2. | FRIENDSHIP    |  |
| 3. | Infinity      |  |
| 4. | Offshot Video |  |